# La pintora y el ladrón
La pintora y el ladrón es una película documental noruega de 2020 dirigida por Benjamin Ree.

## Sinopsis
El documental sigue durante un período de tres años, a Barbora Kysilkova, una talentosa artista hiperrealista, que entabla amistad con Karl-Bertil Nordland, un hombre condenado por robar su obra de una galería de arte de Oslo en 2015.

## Elenco
- Barbora Kysilkova
- Karl Bertil Nordland
- Øystein Stene

## Estreno
La película se estrenó en el Festival de Cine de Sundance, el 23 de enero de 2020, donde ganó el Premio Especial del Jurado y el Best Creative Storytelling. Poco después, Neon adquirió los derechos de distribución de la película, y fue lanzada en los Estados Unidos el 22 de mayo de 2020.

## Antecedentes
En una entrevista citada en The Guardian, Ree declaró: “Las preguntas que me gustaría explorar aquí son: ¿qué hacen los humanos para ser vistos y apreciados? Y lo que se necesita de nosotros para ayudar y ver a los demás”.
La idea de la película surgió cuando Ree leyó en las noticias sobre el robo de dos grandes pinturas al óleo de la Galleri Nobe de Oslo en 2015. Se puso en contacto con la artista, Barbora Kysilkova, una checa residente en Noruega, y comenzó a documentar su reacción ante el robo de su obra de arte, dos pinturas tituladas Chloe & Emma y Swan Song. Tomó un tiempo convencer a Karl-Bertil Nordland para que participara, y Ree comenzó a filmarlos a ambos juntos en la cuarta vez que se vieron.
La película comenzó como un cortometraje documental. Luego se decidió convertirlo en un largometraje después de ver la conmovedora primera reacción de Nordland ante su retrato de Kysilkova. Fue filmado entre 2016 y 2019.
El metraje de archivo del documental fue aportado principalmente por una amiga de Kysilkova, que la había estado filmando desde 2014, incluye imágenes fijas y videos de la realización de las dos pinturas que fueron robadas; quién también estuvo en la exposición y participó en el juicio. Los procedimientos judiciales presentados son genuinos. Kysilkova, quién no estaba familiarizada con el idioma noruego, había usado una grabadora de audio oculta para obtener una copia del juicio para su traducción posterior. Sin darse cuenta, la cinta también capturó el primer encuentro de Kysilkova y Nordland, buscando reparar la pérdida que sintió por el robo de su trabajo, y "una especie de obligación de continuar la historia". Kysilkova se acercó a Nordland durante un descanso para invitarle a que fuera el tema para su próxima pintura. Kysilkova también estaba intrigada sobre por qué alguien robaría su trabajo relativamente desconocido, y la respuesta de Nordland de "porque eran hermosos" despertó su curiosidad. La película también utiliza las imágenes reales de CCTV del robo, que fue la principal evidencia en el juicio.
Kysilkova habla inglés en la película, ya que no entendía noruego.
Ree declaró: “Para mí, hacer cine se trata de hacer preguntas intelectualmente estimulantes y emocionalmente atractivas a través de la observación del comportamiento humano. Es por eso que hice una película que hace preguntas complejas sobre una relación tan única y compleja como la de Barbora y Karl-Bertil”. Ree eligió presentar la película en una estructura poco convencional: "Quería una película que intentara algo nuevo que no había visto antes en este tipo de documental de observación". "En primer lugar, la dramaturgia en un documental no es solo una elección artística, también es una elección ética. La impresión que el público tiene de los protagonistas es algo con lo que tendrán que vivir el resto de sus vidas. Tenía muchas ganas de retratar a Nordland como carismático, inteligente, oscuro y divertido, para mostrar realmente su complejidad y llegar a conocerlo. Pensé que la única forma de hacerlo era mostrar el mundo desde su punto de vista. La forma en que retratas a las personas en un documental está estrechamente relacionada con la ética del mismo".

## Recepción de la crítica
La pintora y el ladrón recibió críticas positivas de los críticos de cine, principalmente por su dirección, historia, estructura y peso emocional. Tiene un índice de aprobación 'fresco' 96% en el sitio web del agregador de reseñas Rotten Tomatoes, basado en 110 reseñas de críticos, con un promedio de 8,1/10. El consenso del sitio dice: "El pintor y el ladrón utiliza el vínculo improbable entre un criminal y su víctima como lienzo para un retrato convincente de compasión y perdón". En Metacritic, a la película se le asigna una puntuación media ponderada de 79 sobre 100, basada en 33 críticas, lo que indica "críticas generalmente favorables".
Cath Clarke de The Guardian otorgó a la película 4 estrellas de 5, describiéndola como "asombrosa, emocionalmente eléctrica" y escribiendo: "Qué película tan fascinante, y la inversión de género de una musa masculina que inspira a una pintora tiene que ser un pequeñ paso para la igualdad en el mundo del arte", mientras que Adrian Horton calificó la película como un "documental notable" que "se parece más a una película narrativa retorcida que a un retrato de la vida real".
En su reseña, Nick Schager de The Daily Beast describe la historia como "una historia de un crimen real reconfigurada en una saga de relación única, repleta de giros, vueltas, desamor, fracaso y redención que es tan sorprendente como merecida". También elogió el final de la película como "increíblemente inesperado, conmovedor y absolutamente perfecto".
Peter Debruge escribió para la revista Variety que su dirección y edición "no nos brindan toda la información que podríamos necesitar para comprender claramente las acciones de sus sujetos, sin embargo, su enfoque no solo es más artístico sino que de alguna manera es más representativo de la vida real", y también señaló su "estructura no lineal que dobla el tiempo y varias técnicas de prestidigitación para entregar información cuando es más efectiva".
Paul Byrnes escribió en su reseña para The Sydney Morning Herald: "El nivel de confianza requerido para permitir que un cineasta documente sus vidas es en sí mismo conmovedor, pero refleja la relación que tienen entre ellos", y agregó que "La lenta revelación del dolor [de Barbora] deja en claro cuán ingenioso ha sido el trabajo de Ree sobre la estructura en esta historia real dolorosamente hermosa".
Brian Tallerico de RogerEbert.com otorgó a La pintora y el ladrón, 3 estrellas de 4 y escribió que "esclarece mucho sobre la condición humana" y que algunas secuencias "las recordaré durante mucho tiempo". Agregó: "Ree tiene un lenguaje muy cinematográfico, toma tomas largas por los pasillos, sigue a sus sujetos como un director de la Nouvelle vague seguiría a sus criaturas de ficción por una vereda". Sin embargo, sintió que la película "se desvanece en el tercer acto. . . Tenía la esperanza de que algo llevara a la película al siguiente nivel en la sección final, pero casi sucede lo contrario. Una pregunta que parece que debería haberse hecho mucho antes se guarda para el 'clímax', y recordé la construcción de la película de forma negativa".
Escribiendo para la revista Little White Lies, Leila Latif elogió al director por abordar los temas de la película "con gentil curiosidad, sin empujar nunca a los sujetos a probar esta dinámica con demasiada fuerza, sino más bien permitiendo que se revele lentamente".
David Ehrlich de IndieWire le dio a la película la calificación B-, calificándola de "una tierna historia psicosexual de arte y propiedad" y un "nuevo documental matizado y seductor sobre las diversas cosas que todos nos quitamos". También escribió: "Ree no se da palmaditas en la espalda por sus esfuerzos por humanizar a sus dos personajes principales. En cambio, La pintora y el ladrón reconoce cómo el arte (ostensiblemente, el arte empático sobre todo) tiene la desagradable costumbre de aplanar su tema para satisfacer a su audiencia, y la película hace lo que puede para complicar la mirada privilegiada de mirar a alguien como si no pudieran devolverte la mirada".

## Premios y reconocimientos
La pintora y el ladrón ganó el Premio Especial del Jurado y el Best Creative Storytelling del Festival de Cine de Sundance de 2020, el premio Golden Firebird en el Festival Internacional de Cine de Hong Kong y el premio del público en el Festival de Cine de Londres, y la 10ª edición de Atlàntida Film Fest.
También fue clasificada como la mejor película documental de 2020 por la BBC,The Washington Post y The Boston Globe.